# Alekséi Bartsaikin
Alekséi Bartsaikin (22 de marzo de 1989) es un atleta ruso especializado en marcha atlética.
Bartsaikin consiguió la medalla de oro en la Copa del Mundo de Marcha Atlética celebrada en la ciudad rusa de Cheboksary en 2008. Otras participaciones destacadas a nivel internacional han sido los dos cuartos puestos conseguidos tanto en el Campeonato Mundial Junior de Atletismo de 2008 (sobre 10.000 metros) como en la Copa del Mundo de Marcha Atlética de 2014 celebrada en Taicang (sobre 50 kilómetros).

## Mejores marcas personales
| Mejores marcas personales | Mejores marcas personales | Mejores marcas personales | Mejores marcas personales |
| Distancia                 | Tiempo                    | Lugar                     | Fecha                     |
| ------------------------- | ------------------------- | ------------------------- | ------------------------- |
| 5.000 m. PC               | 20:34.53                  | Maguilov, Bielorrusia     | 18 de marzo de 2004       |
| 10.000 m.                 | 40:32.0                   | Cheboksary, Rusia         | 16 de junio de 2007       |
| 10 km.                    | 39:15                     | Ádler, Rusia              | 24 de febrero de 2008     |
| 20.000 m.                 | 1h:24:45.50               | Saransk, Rusia            | 14 de agosto de 2010      |
| 20 km.                    | 1h:21:28                  | Ádler, Rusia              | 28 de febrero de 2009     |
| 35 km.                    | 2:27:50                   | Sochi, Rusia              | 18 de febrero de 2012     |
| 50 km.                    | 3h:46:34                  | Taicang, China            | 3 de mayo de 2014         |
| PC - Pista Cubierta       |                           |                           |                           |